# 三谷忠之
三谷 忠之（みたに ただゆき、1945年9月13日 - ）は、日本の法学者。専門は、民事訴訟法・倒産法・家族法。学位は、法学博士（神戸大学・論文博士・1989年）（学位論文「民事再審の法理」）。香川大学名誉教授。元東洋大学法科大学院教授。弁護士。

## 経歴
- 兵庫県川西市生まれ。
- 1964年3月大阪府立天王寺高等学校卒業
- 1969年3月大阪市立大学法学部卒業
- 1971年3月大阪市立大学大学院法学研究科修士課程修了
- 1974年3月神戸大学大学院法学研究科博士課程単位取得満期退学（指導教授:鈴木正裕）
- 1974年4月大阪経済法科大学法学部講師
- 1979年1月筑波大学社会科学系助教授
- 1983年4月香川大学法学部助教授
- 1987年4月同法学部教授
- 1989年10月「民事再審の法理」で法学博士（神戸大学）の学位を取得[2]
- 1998年4月東洋大学法学部教授・同大学院法学研究科教授。
- 2003年12月弁護士登録
- 2004年4月東洋大学法科大学院教授・同大学院法学研究科教授
- 2009年4月かつての勤務校の香川大学より請われて同大学院連合法務研究科教授
- 2011年4月同法学研究院教授を兼任
- 2013年4月同人文社会科学研究科教授を兼任
- 2017年3月香川大学大学院連合法務研究科廃止と共に退官。
- 2017年4月香川大学名誉教授[3]。ひだまり法律事務所弁護士[4]。

この他に、高松簡易裁判所司法委員や民事訴訟法学会理事を務めた。

## 著書

### 単著
- 民事再審の法理（法律文化社、1988年）
- 民事訴訟法講義（成文堂 初版：2002年、第2版：2004年、第2版補訂版：2006年）
- 民事執行・保全法への誘い（八千代出版、2002年）
- 判例民事訴訟法（東洋大学通信教育部、2003年）
- 民事執行法講義（成文堂、2004年）
- 両性平等時代の法律常識（信山社、2005年）
- 民事倒産法講義（成文堂、2006年）
- 民事訴訟法（東洋大学通信教育部、2007年）

### 共著
- 実務家族法講義（共著：岡部喜代子、民事法研究会、2006年）

### 訳編
- 西ドイツ簡素化法入門（ユニオンプレス／ユニオンサービス社、1983年）